# Jean Hubert (archéologue)
Pour les articles homonymes, voir Hubert et Jean Hubert.
Jean Hubert, né le 12 juin 1902 et mort le 1er juillet 1994, était un historien de l'art français, spécialiste en architecture religieuse. Sa fille est l'historienne et archiviste Marie-Clotilde Hubert, professeur à l'École des chartes.

## Biographie
Fils et petit-fils de chartiste, il devient lui-même élève de l'École nationale des chartes, Jean Hubert y soutient en 1925 une thèse intitulée L'abbaye Notre–Dame de Déols (917-1627) qui lui permet d'obtenir le diplôme d'archiviste paléographe en 1925.
Il devient directeur des Archives départementales de Seine-et-Marne en 1926 et le demeure jusqu'en 1955
Il succède ensuite à Marcel Aubert dans la chaire d'archéologie médiévale de l'École des chartes (1955-1973).
Il est élu membre de l'Académie des inscriptions et belles-lettres en 1963.

## Principales publications
Sa bibliographie compte 308 numéros.
- L'Europe des invasions, avec Jean Porcher et Wolfgang Fritz Volbach, Paris, Gallimard, collection « L'Univers des formes », 1967.
- L'Empire carolingien, avec Jean Porcher et Wolfgang Fritz Volbach, Paris, Gallimard, collection « L'Univers des formes », 1968.

## Sources
1. ↑  Site de l'École des chartes
2. ↑  « Les trois vies de Jean Hubert (1902-1994) », Hommage du 20 novembre 2003, Melun, Hôtel du département, publié dans Actes des journées d'études de Seine-et-Marne (20-21 novembre 2003), rencontres départementales du patrimoine, Journées Jean Hubert no 1, 2006, p. 13-20.
3. ↑  Nécrologie dans la Bibliothèque de l'École des chartes